# Barbodes amarus
Puntius amarus là một loài cá vây tia trong họ Cyprinidae được tìm thấy ở Philippines. Loài cá sống đáy này sống trong môi trường nước ngọt; nó được mô tả đầu tiên từ một mẫu ở Hồ Lanao năm 1910 và 1922; các tiêu bản vẫn được xem xét trong cuộc khảo sát hồ năm 1982.